# AMX-30
АМХ-30 — французький основний бойовий танк другого покоління, розроблений компанією AMX. Серійно вироблявся з 1966 до 1993 року. Всього було випущено близько 2800 одиниць. Головною відмінністю від ОБТ інших країн світу був слабий броньовий захист, що забезпечував високу мобільність і малі розміри танка. На даний час танк і різні його модифікації стоять на озброєні деяких країн світу.

## Історія створення
Після закінчення Другої світової війни Франція розробила три бронемашини, легкий танк AMX-13, бронеавтомобіль Panhard EBR та важкий танк AMX-50, останній зацікавив військове керівництво, оскільки він використовував корпус та підвіску, дуже схожі на ті, що використовується на німецькому PzKpfw V Panther, який французька армія використовувала в деяких кількостях після закінчення війни. У танка була хитна башта, яка також була встановлена на легкий танк AMX-13. Планувалося поставити AMX-50 у серійне виробництво, але програма в кінцевому підсумку була зупинена, оскільки велика кількість американських M47 були доставлені в рамках програми військової допомоги для Західної Європи. Через десятиліття по тому загроза переростання Холодної війни в збройний конфлікт змусила провідних європейських конструкторів з Італії, Франції й Німеччини зайнятися розробленням спільного ОБТ для країн членів НАТО. В результаті італійці задовольнилися американським M60, німці розробили Леопард 1, а французи AMX-30. Жодній зі сторін не вдалося переконати іншу в досконалості власної бойової одиниці й програма створення спільного танка провалилася. Кожна зі сторін власними силами продовжила розвивати свій проект.
Перші 2 прототипи AMX-30 були виготовлені в 1960 році. В 1963 році танк був прийнятий на озброєння, а в 1966 почалося його серійне виробництво. В 1980 році було прийняте рішення про модернізацію танка й в 1983 році було випущено зразок, який отримав назву АМХ-30В2.

## Опис конструкції

### Компонувальна схема
Компонувальна схема танка — класична, як і в більшості ОБТ. У передній частині корпусу розташовується відділення управління зі зміщеним вліво місцем механіка-водія. У середній частині корпусу знаходиться бойове відділення з баштою кругового обертання, в якій перебувають інші члени екіпажу, а саме заряджаючий, який сидить зліва від гармати, а командир і навідник — справа. Моторно-трансмісійне відділення (МТВ) розміщене в кормовій частині корпусу й займає об'єм 5,3 м³.

### Броньовий захист і башта
Корпус танка зварений із катаних бронелистів. Товщина лобової деталі становить 80-85 мм і має кут нахилу 68°, борту 30-35 мм, корми 30 мм. Башта лита, товщина її лобової частини становить 81 мм, бортової 41 мм.
У цілому броня AMX-30 може захистити танк від куль, осколків і малокаліберних боєприпасів.

### Озброєння

#### Основне озброєння
Основним озброєнням танка є французька 105-мм нарізна гармата CN-105-FI з довжиною ствола 56 калібрів. Гармата не має ежектора, тому для продувки ствола використовується стиснуте повітря. Також гармата оснащена теплоізоляційним кожухом.
Спеціально для танка було створено унітарні постріли з підкаліберними, кумулятивними, осколково-фугасними, запальними й освітлювальними снарядами. Також для стрільби можуть використовуватися всі типи боєприпасів англійської гармати L7. Загальний боєкомплект танка становить 47 пострілів (19 в башті, 28 в передній частині корпусу справа від механіка-водія).

#### Додаткове озброєння
Додаткове озброєння танка складається з 12,7-мм кулемета спареного з гарматою, 7,62-мм дистанційного зенітного кулемета, розміщеного в командирській башточці й димових гранатометів, розташованих з бортів башти. В модифікації АМХ-30В2, 12,7-мм кулемет був замінений 20-мм автоматичною гарматою M963.

### Екіпаж
Екіпаж танка складається з 4 осіб: механіка-водія, заряджаючого, навідника й командира. Механік-водій знаходиться в носовій частині корпусу і його робоче місце зміщене вліво. Він має односекційний люк з трьома перископами. Командир і навідник розміщені в башті, справа від гармати. Командир має свою башточку з десятьма перископами для всебічного бачення. На башточці встановлюється зенітний кулемет і інфрачервоний прожектор PH-9-A. Навідник має три перископи, одним з яких є приціл M271 з збільшенням х8, який можна замінити нічним прицілом OB-17A, що має збільшення х5,4. Заряджаючий, який також є радистом, сидить зліва від гармати.

### Двигун
На танку встановлений багатопаливний дизельний двигун з турбонаддувом рідинного охолодження HS-110-2, потужністю 720 к.с., який здатний розвинути швидкість в 65 км/год. Об'єм баків становить 970 літрів. Запас ходу — 600 кілометрів.

## Модифікації
- AMX-30 — базовий зразок.

- AMX-30S — експортний варіант танка АМХ-30 для дій в пустелі. Відрізнявся установкою бортових екранів, двигуном з потужністю 620 к.с. зі зміненою конструкцією коробки передач, а також посиленою системою кондиціонування і протитермітною обробкою ізоляційних матеріалів.

- AMX-30B2 — поліпшена система управління вогнем, застосування телевізійної системи, встановлено двигун HS-110-2 і гідромеханічна трансмісія. Замість спареного кулемета була встановлена 20-мм автоматична гармата.

- AMX-30B2 Brenus — це спеціальна модифікація, оснащена динамічним захистом у вигляді 112 контейнерів, розміщених на корпусі і башті. Для компенсації збільшення маси (до 37,7 т), на танку встановлений дизельний двигун потужністю 725 кВт.

- АМХ-30 super — модернізований варіант АМХ-30, запропонований групою німецьких фірм для Саудівської Аравії. Відрізняється новою системою управління вогнем, двигуном потужністю 850 к.с., збільшеною до 1028 л ємністю паливних баків, автоматичною трансмісією, поліпшеною ходовою частиною.

- АМХ-30D — БРЕМ.

- АМХ-32 — покладений варіант танка АМХ-30, що був призначений для експорту, але не зацікавив жодного потенціального замовника

- АМХ-40 — виконаний на базі АМХ-30 танк, призначений для експорту. Не зацікавив жодного потенціального замовника.

## Машини на базі
- AMX-30 AUF1 — 155-мм самохідна гаубиця.

- AMX DCA — ЗСУ.

- AMX-30 Pluton — самохідна пускова установка тактичних ядерних ракет «Плутон».

- AMX-30 Roland — ЗРК.

- AMX-30EBD — танковий мінний тральщик.

- AMX-30EBG — танковий мостоукладальник.

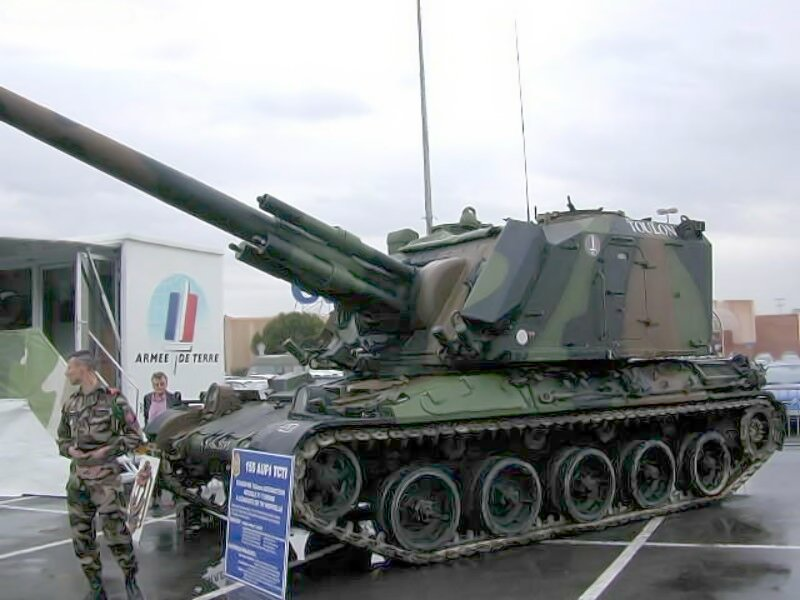
AMX-30 AUF1
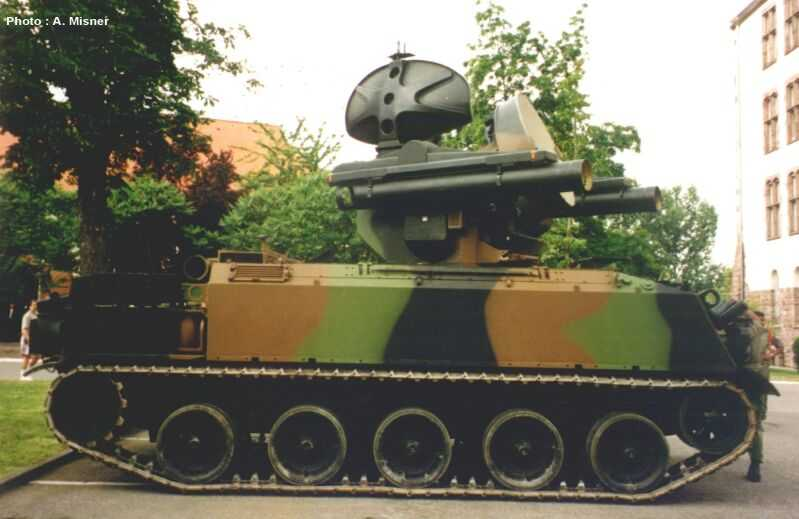
ЗРК «Роланд» (AMX-30 Roland)
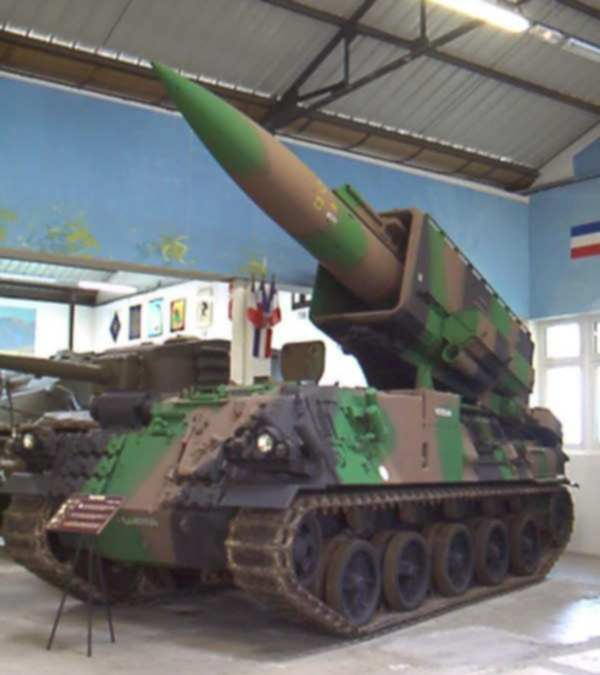
самохідна пускова установка тактичних ядерних ракет «Плутон» (AMX-30 Pluton)
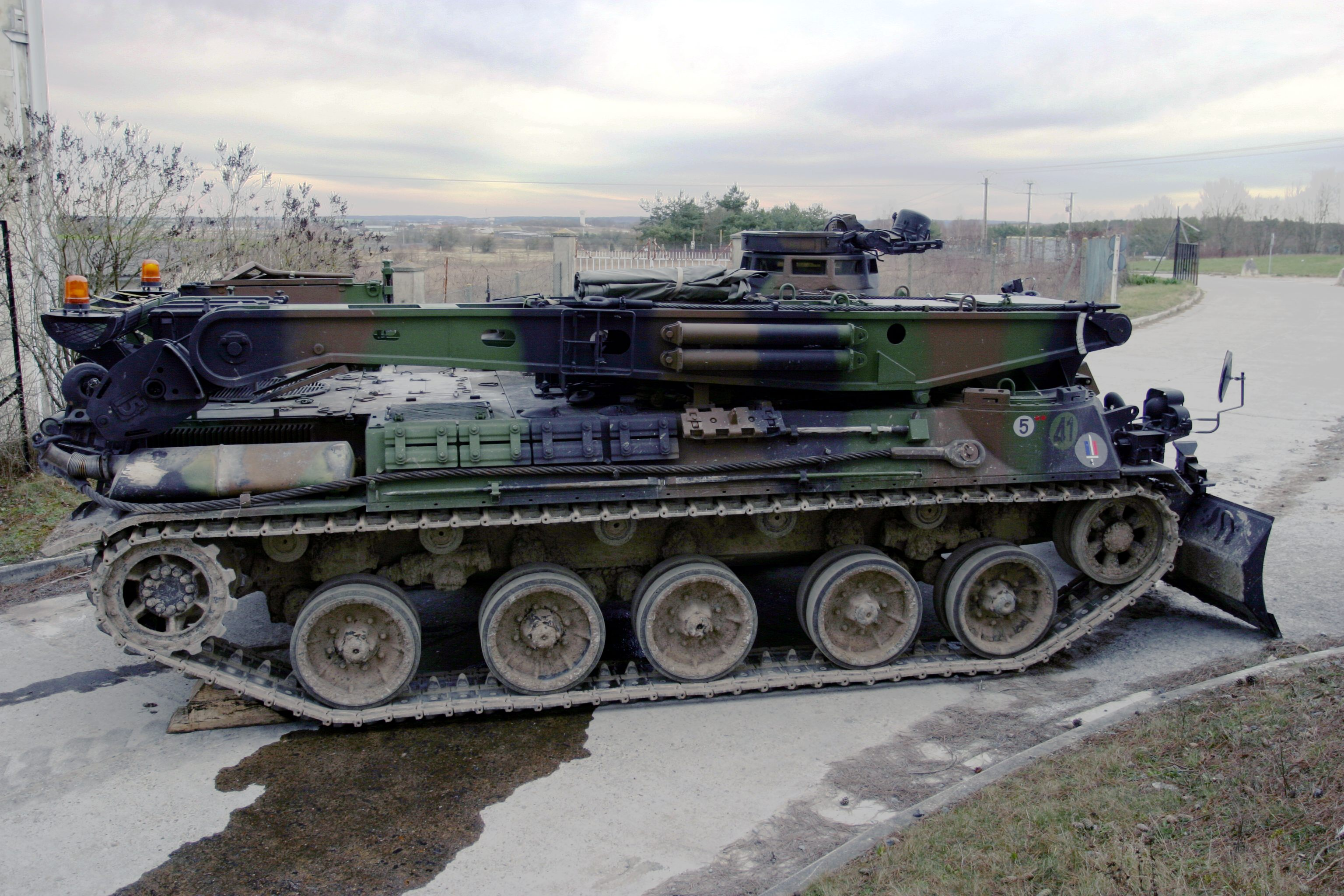
БРЕМ (AMX-30D)

## Бойове застосування

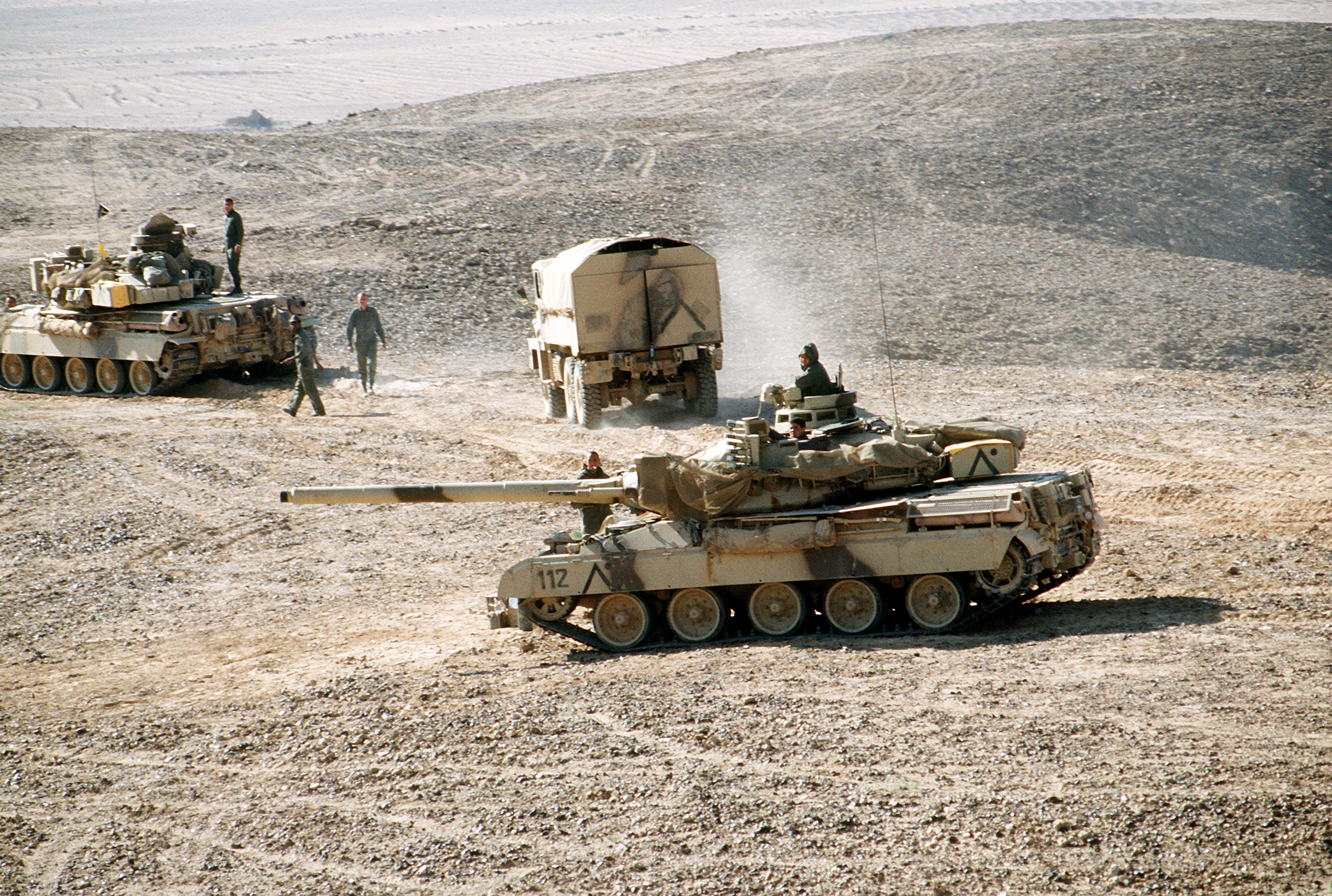
Два французьких AMX-30 в Аль-Салмані.

План операції Буря в пустелі.

Катарські AMX-30 побачили свій перший бій під час війни в Перській затоці в битві при Хафджі, де 30 січня 1991 року вони контратакували, намагаючись відбити місто Хафджі в іракських сил, які окупували його вночі. Під час операції катарські AMX-30 знищили три іракських Т-55 та захопили ще чотири. Під час битви був втрачений принаймні один катарський AMX-30.
Французи використовували ці танки під час війни в Перській затоці в рамках операції «Даге». Ця операція передбачала розгортання 6-ї бронекавалерійської бригади, яка разом з 4-м драгунським полком формували дивізію «Даге». Дивізія оснащувалася колісними AMX 10 RC і 44 AMX-30B2s, також було близько шести старіших AMX-30B. Основним завданням дивізії було прикриття західного флангу й прикриття американського XVIII-го повітряно-десантного корпусу. Таке розміщення зменшило ймовірність зустріти іракські Т-72, які були небезпечні як для AMX-10RCs, так і для AMX-30B2s. 24 лютого 1991 року французькі війська перейшли в атаку на своєї першу ціль «Об'єкт Рохамбо», яку захищала бригада від 45-ї піхотної дивізії Іраку. За підтримки гелікоптерів Gazelle французи швидко впоралися зі своїм завданням і продовжили рух за маршрутом. Останньою ціллю була авіабаза Аль-Салман. Загалом за час операції французькі AMX-30 зробили близько 270 пострілів із танкових гармат.

## Оператори

### Поточні оператори

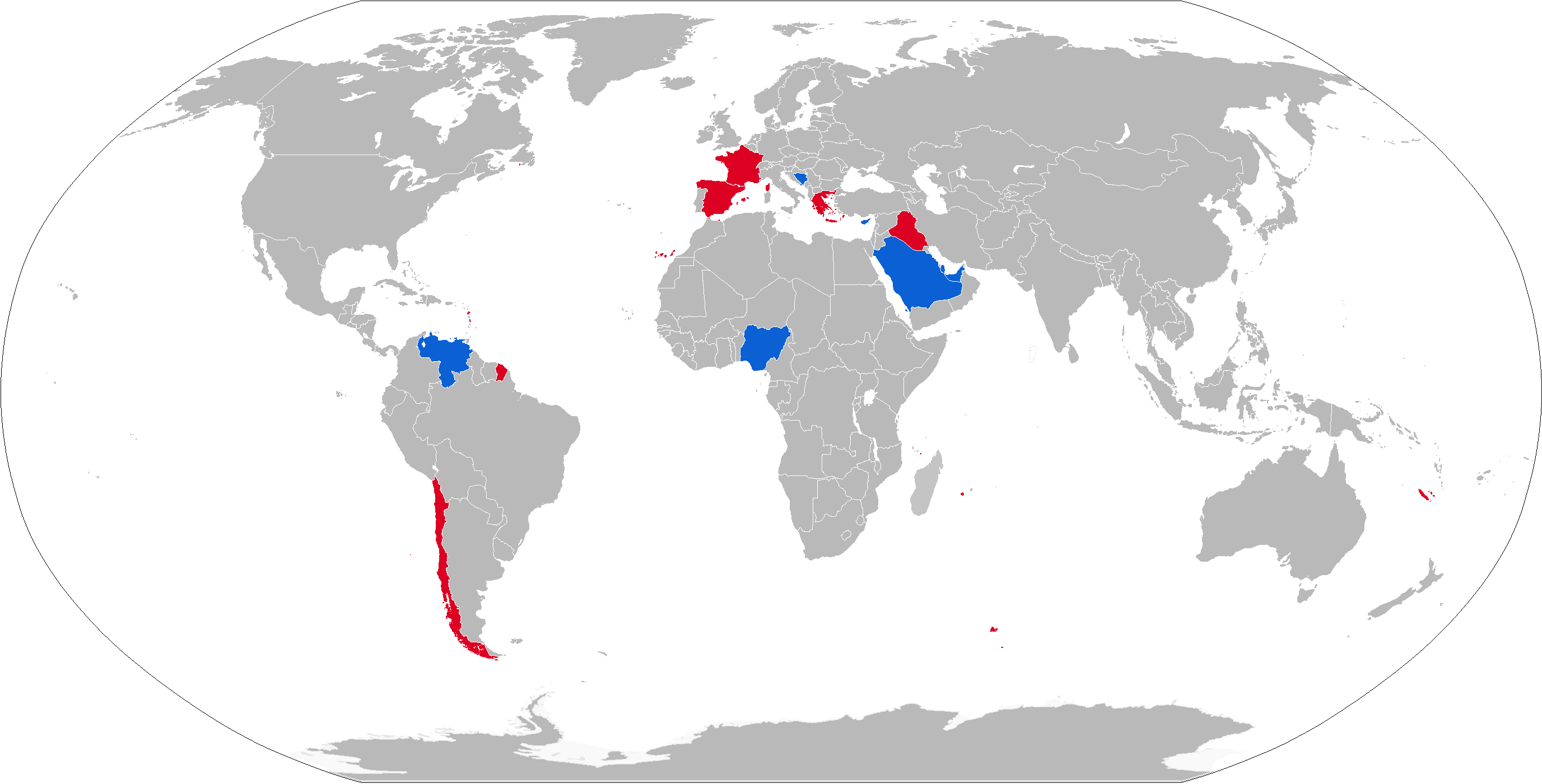
Карта операторів AMX-30 (поточні оператори позначено синім, колишні — червоним)

- Франція — декілька одиниць, що використовуються FORAD
- Боснія і Герцеговина — 50 одиниць[5]
- Кіпр — 52 одиниці й 2 AMX-30D[6]
- Нігерія — 16 одиниць[7]
- Катар — 30 одиниць, які будуть замінені на Leopard 2[8]
- Саудівська Аравія — 250 одиниць (на зберіганні)
- Венесуела — 81 AMX-30V і 3 AMX-30D 81[9]
- ОАЕ — 45 AMX-30 і 4 AMX-30D[10]

### Колишні оператори
- Франція
- Ірак
- Іспанія
- Греція
- Чилі